# Lockheed S-3 Viking
Lockheed S-3 Viking er et amerikansk hangarskibsbaseret antiubådsfly, som var i aktiv tjeneste hos United States Navy fra 1974 til 2009.

## Udvikling
I løbet af 1960'erne steg truslen fra atomubåde, som var hurtigere og kunne være længere tid neddykket end konventionelle ubåde. Derfor steg United States Navys behov for et fly til antiubådskrigsførelse med længere rækkevidde og bedre udholdenhed end Grumman S-2 Tracker. Lockheed og Grumman fik mulighed for at konstruere flyet, men den endelig kontrakt tilfaldt Lockheed i samarbejde med Vought. Den første flyvning fandt sted d. 21. januar 1972, og flyet gik i serieproduktion i april samme år. Testflyvninger fra hangarskibe begyndte i november 1973. Fra 1974 til 1978 blev der leveret 187 eksemplarer af flyet, der kom i fem forskellige versioner. I 1987 kom den første opgradering af flyet, da S-3B blandt andet fik nyt elektronisk udstyr og våbensystemer.
De fire besætningsmedlemmer sidder i hvert sit katapultsæde. I en nødsituation vil de bagerste katapultsæder blive skudt ud før de forreste, for at de bagerste besætningsmedlemmer ikke bliver brændt af de forreste sæder.

## Operativ historie
Den 20. februar 1974 gik flyet officielt ind i aktiv tjeneste hos flåden. Det skete hos eskadrillen "Air Antisubmarine Squadron FORTY-ONE (VS-41)", omtalt "Shamrocks," på basen NAS North Island i Californien. S-3 Viking var første gang operativ fra et hangarskib i 1975, da et antal fly fra "Sea Control Squadron 21" blev udstationeret på USS John F. Kennedy (CV-67).
Efter Sovjetunionens opløsning i 1991 var der færre atomubåde at holde øje med. Nogle S-3 blev tømt for udstyr til at opdage ubåde (sonarbøjer og MAD-sensor i halen) og brugt til at overvåge overfladefartøjer. S-3 var et udmærket tankfly, der kunne optanke kampfly fra hangarskibe. I dag bliver 20 % af F/A-18 Hornets flyvetimer brugt på buddy-refueling.
I 1990'erne fløj 16 ES-3A Shadows, der blev anvendt til elektronisk krigsførelse.
Den 30. januar 2009 blev det sidste aktive fly udfaset fra flåden. US Navy har stadigvæk tre landbaserede S-3'ere til at overvåge våbenafprøvninger i Stillehavet. NASA havde frem til 13/7 2021 en enkelt S-3 til fx at undersøge overisning af fly.

### Irakkrigen
Under Irakkrigen var en eskadrille S-3'ere udstationeret på hangarskibet USS Constellation (CV-64).

#### Navy One
Præsident George W. Bush var 1. maj 2003 ombord på et S-3B Viking fra "Sea Control Squadron 35". Her sad han i co-pilot-sædet på en tur fra Naval Air Station North Island ud til hangarskibet USS Abraham Lincoln (CVN-72), der netop var hjemvendt fra Irak, og nu befandt sig udfor kysten ved Californien. Det var første og hidtidig eneste gang at et fly fra US Navy har befordret USA's præsident, og derfor har haft kaldesignalet Navy One.
Nogle timer efter ankomsten med Navy One, erklærede præsidenten i "Mission Accomplished-talen" klokken 3:00 dansk tid Invasionen af Irak for afsluttet.